# Plectocythere crotaphis
Plectocythere crotaphis är en kräftdjursart som beskrevs av Hobbs III 1965. Plectocythere crotaphis ingår i släktet Plectocythere och familjen Entocytheridae. Inga underarter finns listade i Catalogue of Life.